# La Guerre des coprophages
La Guerre des coprophages (War of the Coprophages) est le 12e épisode de la saison 3 de la série télévisée X-Files. Dans cet épisode, Mulder doit faire face à une série de morts mystérieuses liées à des cafards et tient Scully régulièrement informée par téléphone de l'avancée de son enquête.
Environ 300 cafards ont été utilisés pour cet épisode écrit par Darin Morgan, qui, comme à son habitude, adopte un ton parodique et autoréférentiel, et multiplie les références culturelles. L'épisode a été accueilli favorablement par la critique.

## Résumé
À Miller's Grove, dans le Massachusetts, le docteur Eckerle fait appel à un exterminateur d'insectes pour le débarrasser des cafards qui infestent sa cave. Alors qu'il s'y emploie, l'exterminateur s'écroule brusquement, et les cancrelats viennent recouvrir son corps. Mulder, qui se trouve dans les environs pour y enquêter sur des témoignages d'apparitions d'OVNI, rencontre le shérif Frass, qui l'informe du cas ainsi que de deux autres morts liées à des cafards. Mulder décrit le cas par téléphone à Scully, qui conclut à un choc anaphylactique.
Dans le même temps, un adolescent en train d'inhaler un hallucinogène voit un cancrelat lui entrer dans les bras. Dans ses efforts pour s'en débarrasser, il finit par se trancher une artère. Arrivé sur les lieux, Mulder appelle à nouveau Scully, pour qui c'est un cas de syndrome d'Ekbom. Néanmoins, Mulder trouve un cafard dont l'exosquelette est métallique. Après une nouvelle mort suspecte, que Scully attribue cette fois à un anévrisme cérébral, le shérif affirme à Mulder que le gouvernement mène sans doute des expériences pour créer des « cafards tueurs » dans une installation appartenant au département de l'Agriculture. Mulder s'introduit dans cette propriété et rencontre le docteur Bambi Berenbaum, qui fait des recherches sur les cancrelats. Tous deux discutent des insectes, ainsi que des OVNI, et une attirance mutuelle semble se développer.
Plus tard, un client de l'hôtel où loge Mulder succombe à son tour. Mulder pense qu'il est mort de peur en voyant des cafards, car la rumeur se répand en ville, alors que Scully, bien que ses hypothèses sur les morts précédentes aient été confirmées, décide de partir à son tour pour Miller's Grove. Mulder apporte un cafard de l'hôtel à Bambi Berenbaum, et celle-ci découvre que c'est un insecte mécanique. Elle oriente Mulder sur le docteur Ivanov, un scientifique en fauteuil roulant qui conçoit des robots en forme d'insectes. Ivanov reste toutefois sans voix après avoir étudié le spécimen apporté par Mulder, qui dépasse sa compréhension. Pendant ce temps, Scully arrive en ville alors que ses habitants sont gagnés par la panique. Elle informe Mulder que le docteur Eckerle conduit des recherches sur du méthane dérivé du fumier et que les cancrelats coprophages se multiplient certainement à partir de son laboratoire.
Mulder, désormais convaincu que les cafards métalliques sont des sondes envoyés par les extraterrestres pour extraire du méthane depuis le fumier, part pour le laboratoire et y trouve Eckerle dans un état hystérique. Il tente de le calmer mais, convaincu que Mulder est en réalité un cafard, Eckerle lui tire dessus. Son tir manqué déclenche la rupture d'une canalisation contenant du méthane. Mulder et Scully, qui venait de le rejoindre, ont alors tout juste le temps de fuir avant l'explosion du laboratoire. Ils discutent ensuite du cas avec Berenbaum et Ivanov. Les deux scientifiques, immédiatement rapprochés par leur intérêt commun pour les insectes et la science-fiction, partent ensemble, laissant Mulder et Scully à leurs conjectures. 

## Distribution
- David Duchovny : Fox Mulder
- Gillian Anderson : Dana Scully
- Bobbie Phillips : Dr. Bambi Berenbaum
- Raye Birk : Dr. Jeff Eckerle
- Dion Anderson : le shérif Frass
- Bill Dow : Dr. Rick Newton
- Ken Kramer : Dr. Alexander Ivanov

## Production
Le scénariste Darin Morgan a l'idée d'écrire cet épisode quand il voit la couverture d'un magazine scientifique représentant des robots en forme d'insectes. L'hystérie collective est également un élément important de l'épisode, Morgan faisant plusieurs références à l'émission radiophonique d'Orson Welles La Guerre des mondes (War of the Worlds). Le titre original de l'épisode, War of the Coprophages, se réfère directement au titre War of the Worlds, alors que son cadre, la ville de Miller's Grove, est une référence à Grover's Mill, localité où les Martiens débarquent dans l'émission radiophonique. Une scène où le shérif fait allusion à un cas d'hystérie collective dans les années 1930 devait être incluse dans l'épisode mais est supprimée car celui-ci était trop long. Le roman que Scully lit chez elle, Petit Déjeuner chez Tiffany (1958), est quant à lui une référence à une question posée à David Duchovny portant sur ce livre lors du jeu télévisé Jeopardy! et qui lui a fait perdre la partie.

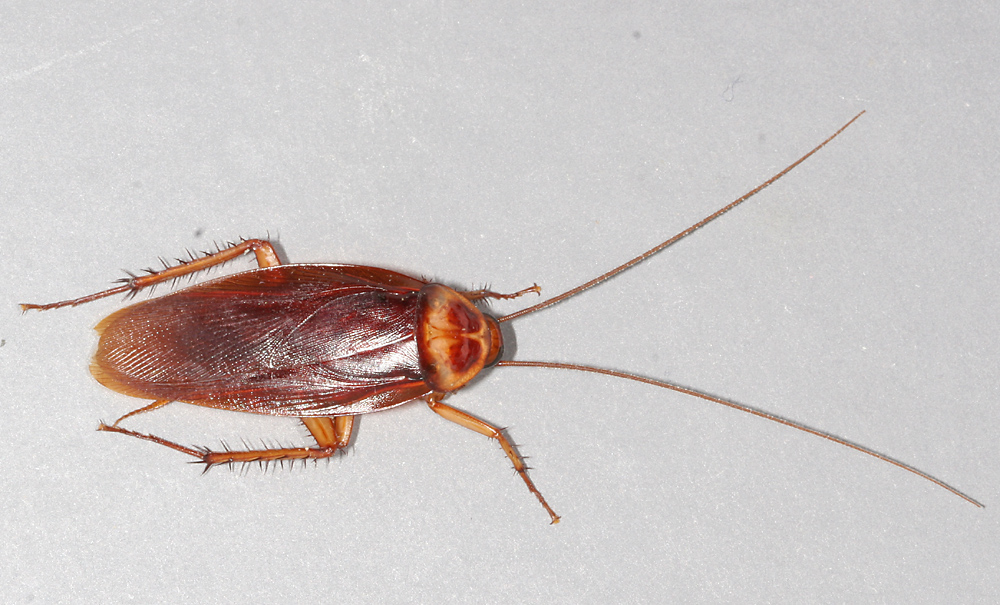
Environ 300 cafards ont été utilisés pour les besoins de l'épisode.

Debbie Cove, la responsable des animaux pour la série, utilise environ 300 cafards pour les besoins de l'épisode. Cove affirme qu'un seul cancrelat est mort pendant le tournage. Le réalisateur Kim Manners se montre très satisfait du comportement des cafards, notant qu'il a obtenu d'eux tous les plans qu'il voulait. Plusieurs membres de l'équipe de tournage racontent que Manners avait même pris l'habitude de parler aux cancrelats pour leur donner directement ses instructions. Plusieurs cafards en caoutchouc extrêmement détaillés sont par ailleurs créés, le responsable des accessoires Ken Hawryliw expliquant « qu'il était impossible de faire la différence avec des vrais si on les posait au milieu d'eux ». Une importante quantité de faux fumier est également fabriquée à partir de substances organiques, mais sans excrément, pour la scène de l'explosion du laboratoire. L'épisode marque l'une des rares occasions au cours de laquelle la série brise le quatrième mur, lors d'une scène entre Mulder et le docteur Ivanov où un cafard créé par animation se déplace sur l'objectif de la caméra, traversant ainsi l'écran de gauche à droite (à 31 min 35 s).
Bien que la grande majorité de l'équipe de la série ait apprécié cet épisode, le producteur Paul Rabwin affirmant par exemple qu'il contenait à la fois certains des moments les plus drôles et les plus horrifiques de toute la série, Darin Morgan ne s'en est pas déclaré satisfait. Morgan déclare après coup qu'il a « vraiment été déçu par l'épisode » car il pensait y avoir mis de très bonnes idées mais que celles-ci ne fonctionnent pas à l'écran. Le département de la chaîne chargé de veiller aux implications morales et légales des programmes s'offusque de l'utilisation qu'il juge excessive de vulgarités telles que crap (« merde »). Morgan se moque de cette attitude dans l'épisode Analyse diabolique (Somehow, Satan Got Behind Me, 1998) de la série Millennium, dans lequel un censeur fait irruption sur le plateau d'une série télévisée parodiant X-Files.

## Accueil

### Audiences
Lors de sa première diffusion aux États-Unis, l'épisode réalise un score de 10,1 sur l'échelle de Nielsen, avec 16 % de parts de marché, et est regardé par 16,32 millions de téléspectateurs.

### Accueil critique
L'épisode a reçu des critiques positives. Le magazine Empire le classe à la 16e place des meilleurs épisodes de la série, évoquant un hommage réjouissant aux vieux films de science-fiction qui risque toutefois de donner la chair de poule « aux personnes qui ne supportent pas les bestioles grouillantes ». Pour Zack Handlen, du site The A.V. Club, qui lui donne la note de A, c'est un épisode « formidablement divertissant » mais, même si l'aspect comique est prononcé, il n'en demeure pas moins qu'il y a suffisamment de sous-textes et de métaréférences pour qu'il ne soit « jamais simpliste ». John Keegan, du site Critical Myth, lui donne la note de 8/10, estimant que c'est une « autoparodie aussi amusante que bien écrite » malgré une fin d'épisode « un petit peu trop complaisante ».
Dans leur livre sur la série, Robert Shearman et Lars Pearson lui donnent la note de 5/5, mettant en avant « le numéro comique impeccable » des deux acteurs principaux dans cet épisode « volontairement absurde » qui réserve quelques moments horrifiques « très perturbants ». Le magazine Entertainment Weekly, lui donne la note de A-, évoquant une « parodie irrévérencieuse qui n'a aucune crédibilité mais déclenche un déluge de rires ». Pour le site Le Monde des Avengers, c'est l'un « des chefs-d’œuvre des épisodes humoristiques » de la série, dans lequel « l'humour narquois et corrosif » de Darin Morgan malmène ses deux héros, le scénariste ajoutant à l'ensemble une « réjouissante satire des classiques du cinéma SF des années 50 ».

## Commentaires
Dans cet épisode, il y est question de La Planète des singes.